# Stockhausen (Herbstein)
Stockhausen ist ein Ortsteil von Herbstein im mittelhessischen Vogelsbergkreis. Hier befindet sich der älteste Dorfkindergarten, der im ehemaligen Großherzogtum Hessen-Darmstadt eingerichtet wurde.

## Geografische Lage

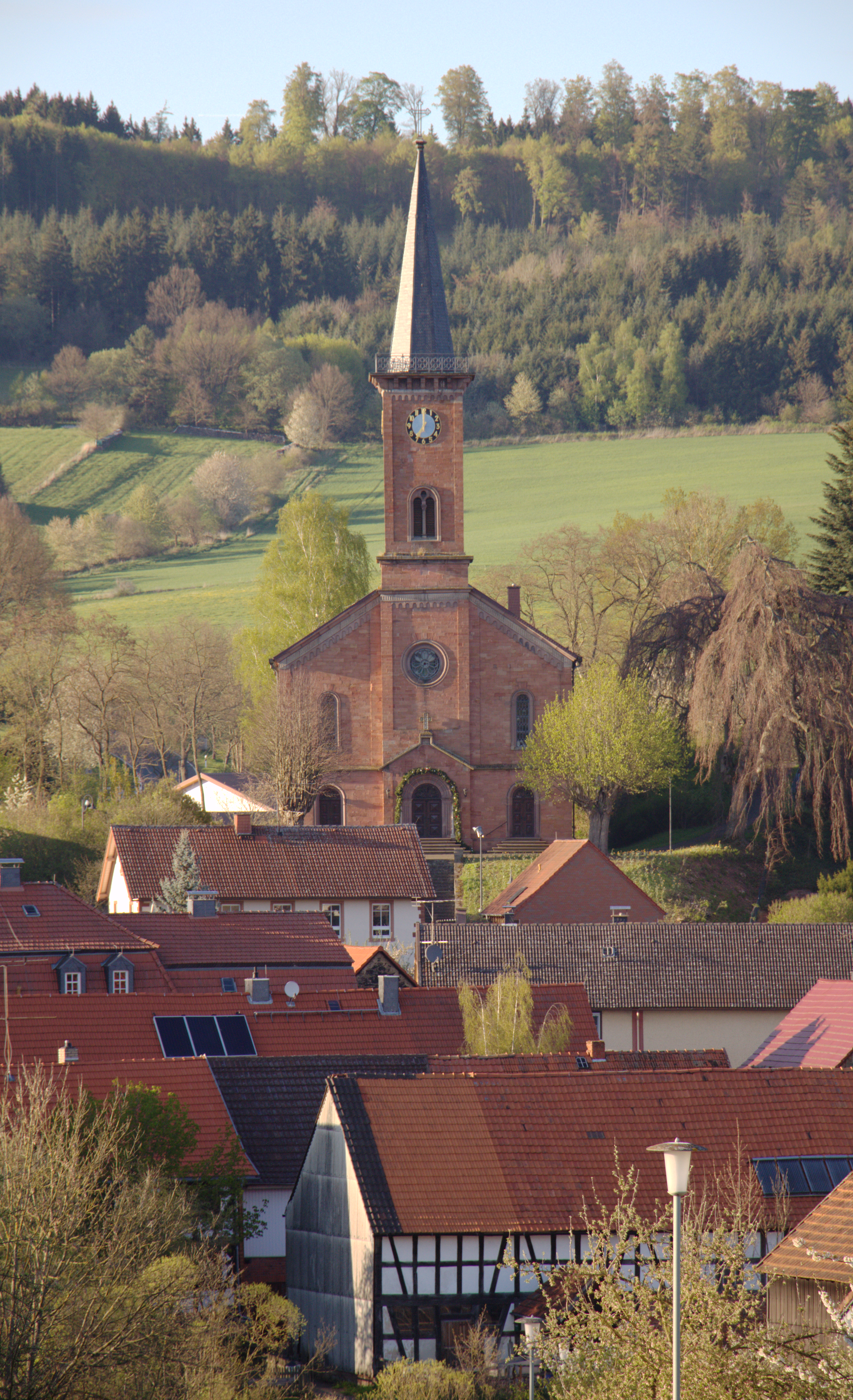
Teilansicht auf Stockhausen mit Ev. Kirche über dem Dorf

Das Dorf Stockhausen liegt am Nord-Ost-Rand des Vogelsberges und erstreckt sich entlang des Flusslaufs der Altefeld in einer breiten Talmude, die sich in Richtung Osten in die Auenlandschaft öffnet. Der Ort liegt auf einer mittleren Höhe von 300 bis 350 Metern und wird von einer weichen bis stark hügeligen Wiesenlandschaft eingefasst. Stockhausen ist der größte Ortsteil der Stadt Herbstein. Erreichbar ist Stockhausen über die Landesstraße L 3139, die von Hosenfeld-Blankenau / Großenlüder-Müs (Landkreis Fulda) kommend durch den Ort in Richtung Schadges verläuft. Über die L 3139 und die Kreisstraßen K 87 und K 88 ist der Ort an das überörtliche Verkehrsnetz angebunden. Schadges ist in 2 km (im Westen), Hosenfeld-Blankenau in 2 km (im Süd-Osten) zu erreichen, Großenlüder-Müs (im Osten) und Rudlos (im Nord-Osten) jeweils in 6 km. Lauterbach liegt 11 km, Fulda 22 km und Herbstein 9 km entfernt.

## Geschichte

### Urgeschichte
Von jahrtausendealter menschlicher Kultur zeugen Hügelgräber, die sich ringsum und in der Gemarkung zahlreich finden. Mehrere wurden geöffnet und man fand darin zwei Lanzenspitzen, eine Dolchklinge, zwei Spiralnadeln, eine Nadel, ein Diadem und einen Schlüssel.

### Mittelalter
Aus dem Jahr 1287 stammt die älteste urkundliche Erwähnung von Stockhausen. Stochusen wird der Ort genannt, als zur Gründung des Klosters Blankenau Güter und Einkünfte in Stockhausen gestiftet wurden. Der Ortsname leitet sich von nach der Rodung stehengebliebenen Wurzelstöcken und Baumstümpfen ab. 1324 heißt es in einer Urkunde des Archivs in Lauterbach: „in Kirchststoghußen“. Dies diente zur Differenzierung von Bedelsburg, urkundlich 1274 erstmals erwähnt: „... ville, que vulgari nomine Beiteler Stoghusen appellatur...“ (der Ort, der gewöhnlich Bettler-Stockhausen genannt wird). Das Wort „Beiteler“ lässt sich vom mhd. „betelaere“ (Bettler) herleiten. Der spätere Ortsname wird als Umdeutung des Ortsnamens von 1274 erklärt.
Alt ist hier der Sitz eines Hoch- oder Blutgerichts. 1428 erfolgte die Übernahme des Gerichts Stockhausen durch die Junker Riedesel. Stockhausen gehörte neben den großen Gerichten in Moos, Freiensteinau, Engelrod und Landenhausen zu den Gerichten der Riedesel, die erst 1680 zu Freiherrn ernannt wurden.

### Neuzeit
1603 erfolgte die Gründung der Freischule und 1841 die des ersten Kindergartens im damaligen Großherzogtum Hessen. 1846 begann der Neubau der Kirche als Ersatz für ein älteres Gotteshaus.
1874 erfolgte die Gründung der Freiwilligen Feuerwehr Stockhausen, 1880 der Spar- und Darlehenskasse Stockhausen und 1894 des Gesangsvereins Germania als Männergesangverein. 1899 zerstörte ein Großbrand im Nord-Ostteil von Stockhausen 22 Wohn- und 33 Nebengebäude. 1899 kam es zur Gründung des Obst und Gartenbauvereins Stockhausen, 1900 des gemischten Chores Germania und 1920 des Sportvereins Stockhausen.
1946 war die Neugründung des Sportverein Stockhausen.
Hessische Gebietsreform (1970–1977)
Zum 1. August 1972 erfolgte im Zuge der Gebietsreform in Hessen kraft Landesgesetz die Eingliederung in die Stadt Herbstein.

### Verwaltungsgeschichte im Überblick
Die folgende Liste zeigt die Staaten und Verwaltungseinheiten, denen Stockhausen angehört(e):
- vor 1803: Heiliges Römisches Reich, Gericht Stockhausen der Freiherren von Riedesel zu Eisenbach (Mannlehen des Fürstbistum Fulda)
- ab 1806: Großherzogtum Hessen (Souveränitätslande),[Anm. 2] Fürstentum Starkenburg, Gericht Stockhausen[11]
- ab 1815: Großherzogtum Hessen (Souveränitätslande), Provinz Oberhessen, Amt Altenschlirf[12]
- ab 1821: Großherzogtum Hessen, Provinz Oberhessen, Landratsbezirk Herbstein[Anm. 3]
- ab 1825: Großherzogtum Hessen, Provinz Oberhessen, Landratsbezirk Lauterbach
- ab 1848: Großherzogtum Hessen, Regierungsbezirk Alsfeld
- ab 1852: Großherzogtum Hessen, Provinz Oberhessen, Kreis Lauterbach
- ab 1867: Norddeutscher Bund, Großherzogtum Hessen, Provinz Oberhessen, Kreis Lauterbach
- ab 1871: Deutsches Reich, Großherzogtum Hessen, Provinz Oberhessen, Kreis Lauterbach
- ab 1918: Deutsches Reich, Volksstaat Hessen, Provinz Oberhessen, Kreis Lauterbach
- ab 1938: Deutsches Reich, Volksstaat Hessen, Kreis Lauterbach[13][Anm. 4]
- ab 1945: Deutsches Reich, Amerikanische Besatzungszone,[Anm. 5] Groß-Hessen, Regierungsbezirk Darmstadt, Kreis Lauterbach
- ab 1946: Deutsches Reich, Amerikanische Besatzungszone, Hessen, Regierungsbezirk Darmstadt, Kreis Lauterbach
- ab 1949: Bundesrepublik Deutschland, Hessen, Regierungsbezirk Darmstadt, Kreis Lauterbach
- ab 1972: Bundesrepublik Deutschland, Hessen, Regierungsbezirk Darmstadt, Vogelsbergkreis, Stadt Herbstein
- ab 1981: Bundesrepublik Deutschland, Hessen, Regierungsbezirk Gießen, Vogelsbergkreis, Stadt Herbstein

### Recht

#### Materielles Recht
In Stockhausen galten die Riedesel’schen Verordnungen als Partikularrecht. Das Gemeine Recht galt nur, soweit diese Verordnungen keine Bestimmungen enthielten. Dieses Sonderrecht behielt theoretisch seine Geltung auch während der Zugehörigkeit zum Großherzogtum Hessen im 19. Jahrhundert, in der gerichtlichen Praxis wurden aber nur noch einzelne Bestimmungen angewandt. Das Partikularrecht wurde zum 1. Januar 1900 von dem einheitlich im ganzen Deutschen Reich geltenden Bürgerlichen Gesetzbuch abgelöst.

#### Gerichtsverfassung seit 1803
In der Landgrafschaft Hessen-Darmstadt wurde mit Ausführungsverordnung vom 9. Dezember 1803 das Gerichtswesen neu organisiert. Für die Provinz Oberhessen wurde das Hofgericht Gießen als Gericht der zweiten Instanz eingerichtet. Die Rechtsprechung der ersten Instanz wurde durch die Ämter bzw. Standesherren vorgenommen und somit war für Stockhausen ab 1806 das „Riedeselsche Patrimonialgericht Altenschlirf“ zuständig.
Das Hofgericht war für normale bürgerliche Streitsachen Gericht der zweiten Instanz, für standesherrliche Familienrechtssachen und Kriminalfälle die erste Instanz. Übergeordnet war das Oberappellationsgericht Darmstadt.
Mit der Gründung des Großherzogtums Hessen 1806 wurde diese Funktion beibehalten, während die Aufgaben der ersten Instanz 1821 im Rahmen der Trennung von Rechtsprechung und Verwaltung auf die neu geschaffenen Landgerichte übergingen. „Landgericht Altenschlirf“ war daher von 1821 bis 1853 die Bezeichnung für das erstinstanzliche Gericht in Altenschlierf, das auch für Stockhausen zuständig war. 1853 erfolgte die Verlegung des Landgerichts nach Herbstein.
Anlässlich der Einführung des Gerichtsverfassungsgesetzes mit Wirkung vom 1. Oktober 1879, infolge derer die bisherigen großherzoglich hessischen Landgerichte durch Amtsgerichte an gleicher Stelle ersetzt wurden, während die neu geschaffenen Landgerichte nun als Obergerichte fungierten, kam es zur Umbenennung in Amtsgericht Herbstein und Zuteilung zum Bezirk des Landgerichts Gießen. Ab 1943 wurde das Amtsgericht Herbstein nur noch als Zweigstelle des Amtsgerichts Lauterbach betreiben, bevor es 1968 endgültig aufgelöst wurde und in dem Amtsgerichtsbereich von Lauterbach zugeschlagen wurde.
In der Bundesrepublik Deutschland sind die übergeordneten Instanzen das Landgericht Marburg, das Oberlandesgericht Frankfurt am Main sowie der Bundesgerichtshof als letzte Instanz.

### Einwohnerentwicklung
Belegte Einwohnerzahlen bis 1970 sind:
- 1961: 749 evangelische und 125 katholische Einwohner

| Stockhausen: Einwohnerzahlen von 1834 bis 1967 | Stockhausen: Einwohnerzahlen von 1834 bis 1967 | Stockhausen: Einwohnerzahlen von 1834 bis 1967 | Stockhausen: Einwohnerzahlen von 1834 bis 1967 | Stockhausen: Einwohnerzahlen von 1834 bis 1967 |
| --- | ---------------------------------------------- | ---------------------------------------------- | ---------------------------------------------- | ---------------------------------------------- |
| Jahr |                                                |                                                |                                                | Einwohner                                      |
| 1834 | 1834                                           |                                                | 836                                            | 836                                            |
| 1840 | 1840                                           |                                                | 892                                            | 892                                            |
| 1846 | 1846                                           |                                                | 935                                            | 935                                            |
| 1852 | 1852                                           |                                                | 886                                            | 886                                            |
| 1858 | 1858                                           |                                                | 867                                            | 867                                            |
| 1864 | 1864                                           |                                                | 891                                            | 891                                            |
| 1871 | 1871                                           |                                                | 888                                            | 888                                            |
| 1875 | 1875                                           |                                                | 883                                            | 883                                            |
| 1885 | 1885                                           |                                                | 912                                            | 912                                            |
| 1895 | 1895                                           |                                                | 871                                            | 871                                            |
| 1905 | 1905                                           |                                                | 834                                            | 834                                            |
| 1910 | 1910                                           |                                                | 848                                            | 848                                            |
| 1925 | 1925                                           |                                                | 776                                            | 776                                            |
| 1939 | 1939                                           |                                                | 715                                            | 715                                            |
| 1946 | 1946                                           |                                                | 1.037                                          | 1.037                                          |
| 1950 | 1950                                           |                                                | 986                                            | 986                                            |
| 1956 | 1956                                           |                                                | 883                                            | 883                                            |
| 1961 | 1961                                           |                                                | 875                                            | 875                                            |
| 1967 | 1967                                           |                                                | 859                                            | 859                                            |
| Datenquelle: Historisches Gemeindeverzeichnis für Hessen: Die Bevölkerung der Gemeinden 1834 bis 1967. Wiesbaden: Hessisches Statistisches Landesamt, 1968. Weitere Quellen: |                                                |                                                |                                                |                                                |

## Wüstungen im Stockhäuser Grund

### Vorgeschichte
- Die Gemarkungen Stockhausen, Schlechtenwegen und Schadges gehören zum Teil noch zum Ostvorland des Vogelsberges, das zur Hälfte von den vorgelagerten Buntsandsteinböden gebildet wird. Im Tal von Stockhausen sind mit die besten Böden ermittelt worden. Eine verhältnismäßig lange Vegetationsdauer unterscheidet dieses Gebiet ebenfalls vom eigentlichen Vogelsberg. Während dort die Obstbäume fehlen, sind sie hier in der geschützten Lage reichlich zu finden. Auch die vorgeschichtlichen Funde zeigen, dass dieses Gebiet schon in der Vorzeit besiedelt war. Stockhausen ist dabei der weitaus am günstigsten gelegene Ort. Er war schon im Mittelalter der größte und lag daher im Interessenbereich sowohl des Klosters in Blankenau als auch der Junker in Eisenbach. Beide Parteien hatten dort, wie auch in Schadges, Besitz und als im Jahr 1465 die Fuldisch-Riedeselsche Fehde, auch Steinsche Fehde genannt, ausbrach, wurden beide Orte aus diesem Grunde für neutral erklärt. Über das übrige Land aber tobte der Kampf. Aus den späteren Klageschriften entnehmen wir, dass dabei die meisten Orte des Stockhäuser Gerichts zerstört wurden. Das Kloster Blankenau hatte im Gericht Stockhausen acht Dörfer und Wüstungen besessen: Niederndorf, Bedelsdorf, Gensdorf, Stockhausen, Schadges, Rixdorf (Rixfeld), Reichlos und Rippach. Die Wüstungen lagen noch 1534, seit dieser Fehde, unbewohnt. Der Propst zu Blankenau beschwerte sich in diesem Jahr über die Riedesel, denn diese Orte mussten dem Kloster Lehenschaft und Frondienst leisten, besonders die Waldschmieden zu Schadges und Stockhausen jährlich zwölf Scharen (Pflugscharen). Die Riedesel hätten das dem Kloster genommen und auf die Güter Kuh- und Weinfuhrgeld gelegt. Den Leuten, die die Wüstungen nach Wüstungsrecht innehatten, hätten sie befohlen, statt auf die rechten Wohnstätten nun in Stockhausen zu bauen. Die Wüstung Dankrode habe dem Kloster gehört, es habe sie an die Leute von Hainzell verliehen. Die Riedesel hätten aber nach dem bäurischen Aufruhr einen Vikar zu Blankenau, Michael Pfannschmidt, geschlagen, gefangen genommen, nach Eisenbach gebracht und dort gezwungen, die Wüstung ihren Untersassen zu Schlechtenwegen und Stockhausen zu leihen. Später hätten sie die Wüstung sogar selbst verliehen.
- Die Bewohner des Stockhäuser Grundes, die durch die Kriegsereignisse in das geschützte Hauptdorf geflüchtet waren, wurden gezwungen, dort zu bleiben und dort zu bauen. Die Riedesel brauchten sie vermutlich, um mit ihnen verlassene Hofstellen in Stockhausen zu besetzen. Die Blankenau zinsenden Dörfer blieben daher Wüstungen. Das Riedeselsche Stockhausen, das durch seine günstige Lage schon vorher der größte Ort war, ging nun als noch größerer Ort mit erweiterter Gemarkung aus dem Streit hervor. Da die aufgegebenen Orte landwirtschaftlich nicht ungünstig gelegen hatten, waren die Felder nirgends total verwüstet.
- Die beiden auf Schlechtenweger Gebiet liegenden Wüstungen Dankenrod und Rißbach reichen mit ihrer Flur in die Stockhäuser Gemarkung hinein und werden daher auch hier behandelt.

### Dankenrod
1324 bestätigte Heinrich IV. Abt zu Fulda, dem Kloster Blankenau die diesem von seinen Vorgängern gemachten Schenkungen in Richolffs, Rixfeld, Burkhards, Salzschlirf, Kirchstockhausen, Gersdorf, Dangkerode, Borsa und Eichenau. 1337 verkaufte Werner von Blankenwald den geistlichen Frauen zu Blankenau eine Hufe in Dankerode, Rindesschenkel geheißen, und die „Hofstadt uffem Hagen“ für 25 Pfund Heller.
1383 hatte Metze von Lisberg zwei Güter zu Oberndorff und eins zu Gundolfs getauscht mit Else von Merlau gegen deren beiden Güter in Dantzinrode und eine halbe Mühle in Risbach. Ferner wird erwähnt die halbe Mohlnstatt (Mühlstätte) in dem Dorf, Dangkenrod und das Holz „Hart“, das bei Dangkenrod liegt. 1384 verzichtete Friedrich Herr zu Lisberg auf das Gütchen zu Dankerode, das seine Mutter von Erhard von Herbstein gekauft hatte, um es dem Altar von Blankenau zu stiften. 1405 bestätigten Rörich von Eisenbach und seine Ehefrau Anna eine Stiftung derer von Lisberg, nämlich einer ewigen Vikarie zu Blankenau, zu der jene einen Hof zu Lüder und die Güter zu Dangkenrode gegeben zu haben. Sie vermehren diese Stiftung durch das Wasser, die Fischerei von dem Angewede, wo der Bornfloss zu Schlechtenwegen in das Wasser führt, bis an die Lange Wiese, die man „in der Paltz“ nennt, gelegen zwischen Dangkenrode und Rissbach. Bei Landau heißt es außerdem „Das Fischwasser, die Nente genannt, zwischen Dankerode und Risbach“.
Bei der Landscheidung des Gerichts Stockhausen von 1524 heißt es: „...vber der Hartt hinaus bis an die Altenhege vnd further oben hinein zu dem Schlage zwischen Schlechtenwegen vnd Dankenrodt vnd von dem Schlage über das Wasser in Weishen Wiesen jn das Borngen und further uff den Pfadt der dann gehet von Herbstein ghein Dankenrodt, von dem Pfadt zu den Heiligenstücken jn der Rispach, den Weg hinaus als man ghein Schlirf gehet...“. Im Kopeibuch Ad. Hermann Riedesel steht statt „Heiligenstücken“ „heilig Slagborn in der risbach“. 1531 heißt es bei der Landscheidung des Gerichtes Stockhausen „hinein bis in die Danckerode bei dem alten Schlage“.
Um 1530 wurde im Rechtsstreit des Klosters Blankenau gegen die Riedesel nach den Fuldischen Akten ausgesagt, dass die Wüstung mit Grund und Boden dem Kloster Blankenau gehöre und von Hainzell aus bestellt werde, in Besitz genommen und Wiesen daselbst um Zins dem Schultheiss zu Schlechtenwege eingegeben haben. 1556 wurde Dankenrod als Wüstung im Gericht Herbstein genannt.
Im Altefeldtal, nicht in einer Talweitung, sondern in einer Talenge lag zwischen Stockhausen und Schlechtenwegen unweit der mittelalterlichen Fernverbindungsstraße, des Ortesweges, die Siedlung Dankenrod. Die Auswahl dieses Ortsplatzes und der in einer Windung des Baches sich erhebende, von Menschenhand geschaffene Hügel, der auch auf dem Messtischblatt mit der Höhe 351 m eingezeichnet ist, lassen auf eine wehrhafte Gründung schließen. Im Volke erzählt man sich von einer Burg der Herren von Dankenrod, die auf einem Hügel gestanden haben soll. Wahrscheinlich hat es sich um einen befestigten Hof gehandelt, vielleicht um die 1337 genannte „Hofstadt uffm Hagen“. Außer dieser für jeden sofort sichtbaren Bodenveränderung, erkennt das geschulte Auge auch die unscheinbaren Hinterlassenschaften von drei weiteren Gebäuden am rechten Bachufer: Reliefstörungen (erhöhte, rechteckige Hangverebungen), Funde von Scherben und Hüttenlehm, sowie auffallend schwarze Erde. Auch der Hügel zeigt in den Maulwurfshaufen Hüttenlehm und Topfscherben und nur dürftigen Graswuchs. Das 30 m östlich des Hügels gelegene Gebäude hinterließ besonders viel Hüttenlehm und Eisenschlacken. Diese und stark verrostetes Eisen am Bachufer sind das einzige Zeugnis einer ehemaligen, mit dem Orte verbundene Eisenschmelze.
Das hier ermittelte Phosphatprofil zeigt hohen Phosphatgehalt an und auf dem Küppel, während sich das übrige Gelände neutral verhält, ja der tiefste Phosphatgehalt liegt innerhalb des Eisenschlackenrechtecks. Dies alles spricht für die von Lorch entwickelte Methode. Die Tatsache aber, dass auch das linke, flachgründige Steilufer, das wohl immer außerhalb menschlichen Wirkens gelegen hat, erhöhten Phosphatgehalt zeigt, bestätigt den Schluss, dass dieser dort erhöht ist, wo der Boden nur geringe Tiefe aufweist (wie an und auf dem Küppel) und dort besonders niedrig ist, wo er sehr tiefgründig ist (am linken Fuß des Küppels und in dem Eisenschlackenrechteck). Die Feldflur des Dorfes Dankenrod ist Acker und Wiesenland geblieben. Nach der Zerstörung des Ortes wurde sie zuerst von dem 3½ km entfernt liegenden Hainzell aus bestellt, denn hier saßen ebenso wie einst in Dankenrod Blankenauer Untertanen. Sie hatten auf dem Ortesweg eine gute Anfahrtsstraße zu diesen entlegenen Feldern. Die Riedesel aber zogen die Wüstung in ihr Gebiet und belehnten damit Bauern aus näher gelegenen Dörfern: aus Schlechtenwegen und Stockhausen. So waren die Verhältnisse natürlicher und so haben sie sich bis heute erhalten: Die Feldflur der Wüstung Dankenrod ist aufgeteilt an die Gemarkung Schlechtenwegen und Stockhausen und wird von dort aus immer noch bestellt.

### Rissbach
1312 schenkte Mechthildis, die Witwe Trabothos von Eisenbach, mit Einwilligung ihrer Söhne, Tochter und Schwiegersohn ihr Dorf Rispach und den Berg Rischberg dem Kloster Blankenau. 1338 verkaufte Eckehard von Bymbach und Adelheid seine Ehefrau verkaufen dem Kloster Blankenau ihr Dorf Risbach für 270 Pfund Heller. 1340 bekundete Theodoricus Propst, Elizabeth Äbtissin in Blankenau und der ganze Konvent der Nonnen daselbst, dass der Ritter Friedericus von Hirtzesberg seiner Schwester Gertrudis, die als Nonne im Kloster lebt, 30 Pfund Heller und 3 Pfund Talente jährlich im Dorf Rispach für ihre privaten leiblichen Bedürfnisse gekauft hat.
1383 vertausche Metze von Lisberg zwei Güter zu Oberndorf und eines zu dem Gundolfs gegen Else von Merlaus beiden Güter in Dankenrod und „eyne halbe moln stat, die czise Fischern zu Rispach innehat“
1502 belehnte Propst Eberhard von Blankenau Stockhäuser Einwohner mit zwei Gütern zu Rispach gelegen.
Von Schlechtenwegen im Altefeldtal abwärts, liegt unterhalb Dankenrod die Balswiese, welche im Jahre 1405 „in dem Paltz“ heißt und zwischen Dankenrod und Risbach lag. Risbach hat demnach unterhalb Dankenrod am Prinzenbach gelegen, südöstlich dem zu diesem Dorf gehörigen Reißberg. Hier heißt die Flur an der Schlechtenweger-Stockhäuser Grenze „am Forellenteich“ und stößt an der Schlechtenweger Flur „in der Risswich“. Risswich ist der mundartliche Name für Rissbach (Rissbach-Rissbich-Risswich) und bezeichnet heute die Lage der ehemaligen Rissbacher Flur, während der Ort etwas abwärts am Prinzenwasser gelegen hat. Im Jahre 1848 kannte man dort noch den Namen „Rissbach“, der heute vergessen zu sein scheint (Stockhäuser Kirchenchronik, Pfarrer Gustav Landmann).

### Gersdorf (Gerwigesdorf)
1323 wird Gerwigesdorf genannt. 1324 bestätigte Heinrich VI, Abt von Fulda dem Kloster Blankenau die diesem von seinen Vorgängern gemachten Schenkungen in Richolffs, Rixfeld, Burghards, Salzschlirf, Kirchstockhausen, Gerwigesdorff (in der Überschrift der Urkunde steht stattdessen „Gerstorff“), Dankerode, Borsa und Eichenau.
1515 lieh der Propst zu Blankenau dem Manne Kuntzen, wohnhaft zu Stockhausen, des Klosters ganzes Gut zu Gerßdorff gelegen, genannt das Fliederenerß Gut mit aller seiner Zugehörung.
Unterhalb Stockhausen befindet sich am südwestlichen Fuße des Kirchberges nahe einer Quelle die Flur „am Gersters“. Dieser Name ist der letzte Rest des Dorfes Gersdorf, dessen terrassierte Äcker heute im engsten Bereich des Stockhäuser Ackerlandes liegen. Von dem eigentlichen Dorf sind kaum Reste erhalten.

### Bedelsdorf (Bettelenstokhusen)
1274 heißt es unter einer Überschrift „Bettelsdorf: nostrum mediatent ville, quae vulgari nomine Bettelenstokhusen appelatur ...“
Bettelenstokhusen wurde im Gegensatz zu Kirchenstockhausen, dem heutigen Stockhausen so genannt. Später schliff sich der Name zu Bedelsdorf ab. Keiner der beiden Namen hat sich in einer Flurbenennung erhalten, keine Urkunde gibt uns Auskunft über die evtl. Lage des Ortes. Andererseits aber liegt unterhalb von Stockhausen einer der markantesten wüsten Ortsplätze ohne überlieferten Namen.
In einem Altefeld-Mäander liegt unterhalb von Stockhausen ein wüster Ortsplatz auf einer stark erhöhten Wiese, der „Hauswiese“. Da in diesem Gebiet die Lage einer anderen Wüstung unbekannt ist und der Name „Hauswiese“ evtl. noch von Bettelenstokhusen herrühren kann, so könnte dieses Dorf hier gestanden sein und der Name „Hauswiese“ könnte auch bezeugen, dass hier ein Festes Haus = bedeutender Hof gestanden hat. Auch liegen daran anschließend die „Stockackerwiesen“.

### Niederndorf
Vom Niederndorf, das Blankenauer Besitz war, gehörte gleichfalls zu den in der Fehde zerstörten Orten. Es lag am Wasser des Eulrichsborns, das unterhalb des Landenhäuser Steines entspringt. Später wurde die Wüstung wieder mit einem Hof besetzt, der dort noch heute steht. Sie hat aber vorher lange wüst gelegen und ist auch nur zum Teil wieder aufgebaut.
Während der Ort heute als temporäre und partielle Wüstung in Erscheinung tritt, ist die Feldflur zum größten Teil verfallen. Die Niederndorfer Flur lag weit ab von Stockhausen und so ist es erklärlich, dass sich diese umgesiedelten Bewohner von Stockhausen aus bald andere Felder suchten. Es gab genügend näher gelegene wüste Äcker, die sie roden konnten. Heute ist die Flur nur noch nach Bedelsdorf-Stockhausen offen. Das vom Eulrichsborn herabsteigende Wiesental trägt zu beiden Seiten wieder Wald.
Die an den Hängen des Buntsandsteins liegende Siedlung hat vermutlich auch Töpferei betrieben, wie der Name Eulrich (Euler-Töpfer) bezeugt.
Heute leben im Niederndorf (gesprochen Nindorf) noch drei Personen.

## Politik
Ortsvorsteher ist heute Daniel Schrimpf (Stand März 2025).

## Sehenswürdigkeiten

### Bauwerke
- Evangelische Kirche Stockhausen
- Kapelle Stockhausen
- Schloss Stockhausen: Das 1770 von Georg Koch, dem Hofbaumeister der Riedesel auf den Resten der im 16. Jahrhundert erbauten Hermannsburg errichtete Schloss Stockhausen, ist eine dreiflügelige Anlage im Empire-Stil, die 1807 mit Mansarddächern und überhöhtem Torbau in der Mitte vollendet wurde. Östlich davon befindet sich der Wirtschaftshof mit schöner, von zwei Wachpavillons flankierter Toreinfahrt und einfachem barocken Herrenhaus. Westlich des Schlosses befindet sich ein gepflegter Landschaftspark mit terrassierter Gartenanlage, Teich und klassizistischem Mausoleum. Putten und Vasen des 18. Jh. wirken als Verzierungen. Die Schlossanlage wird heute von der anthroposophischen Gemeinschaft Altenschlirf genutzt.

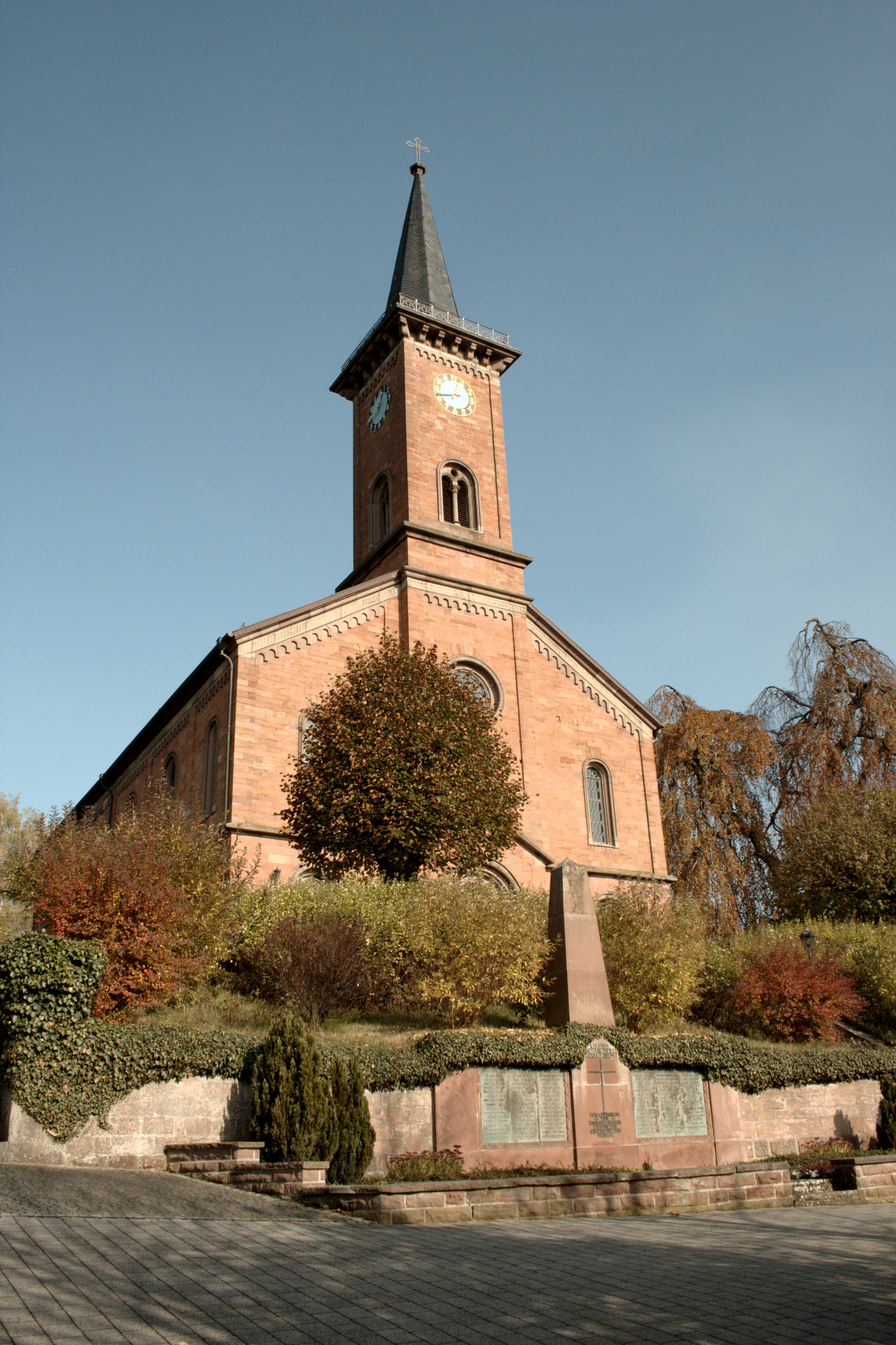
Die ev. Kirche, Frontansicht mit Kriegerdenkmal davor
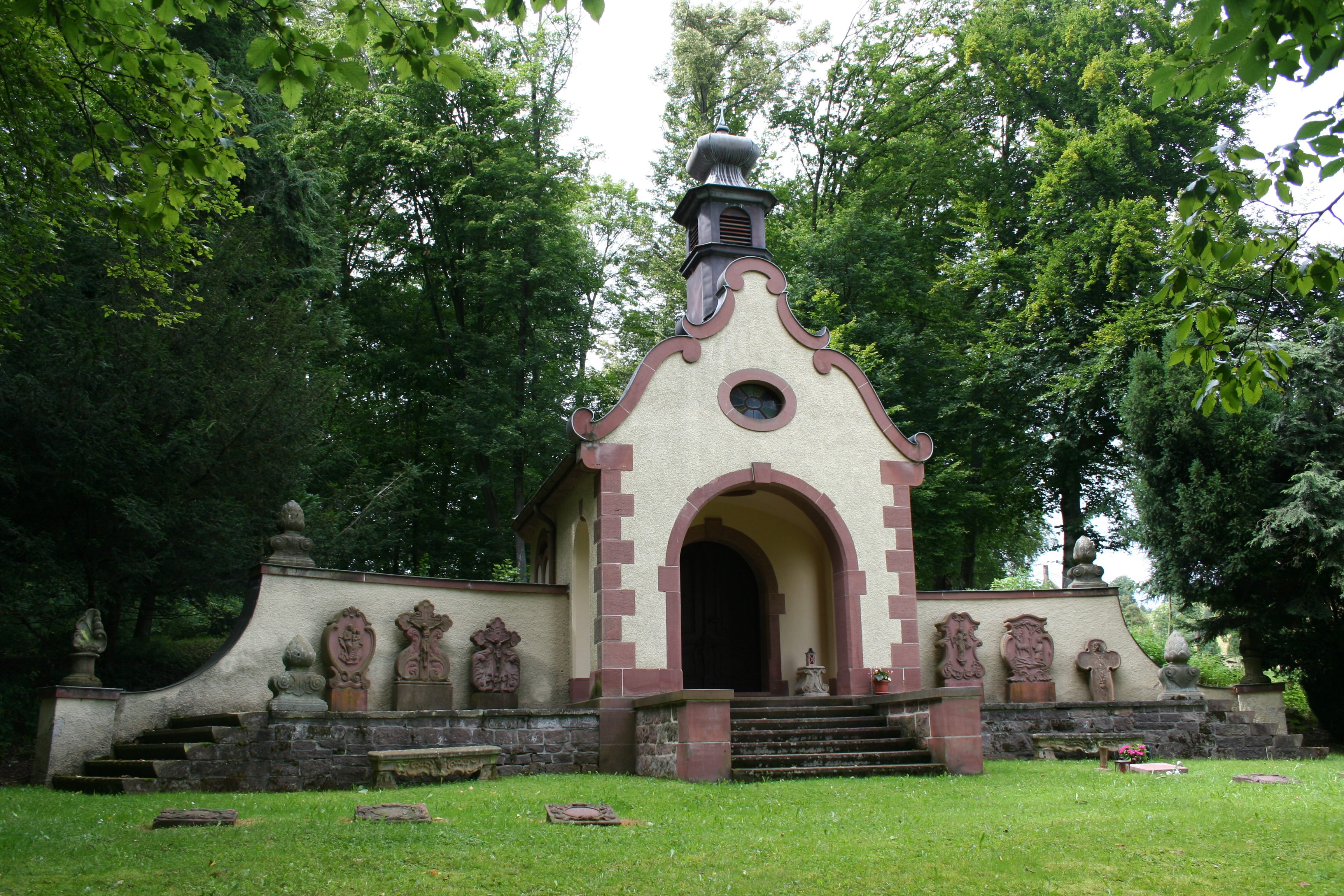
Vorderseite der Kapelle in Stockhausen
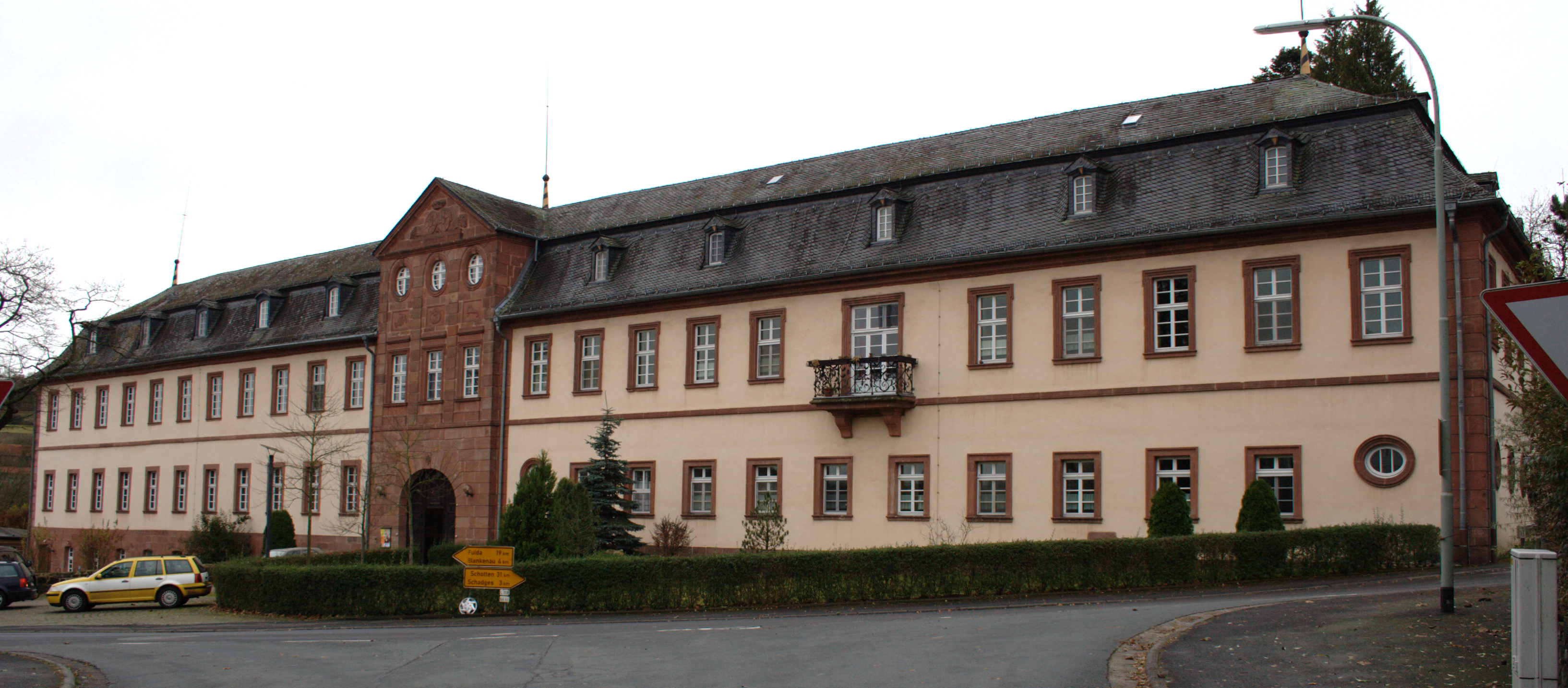
Vorderansicht des Schlosses Stockhausen
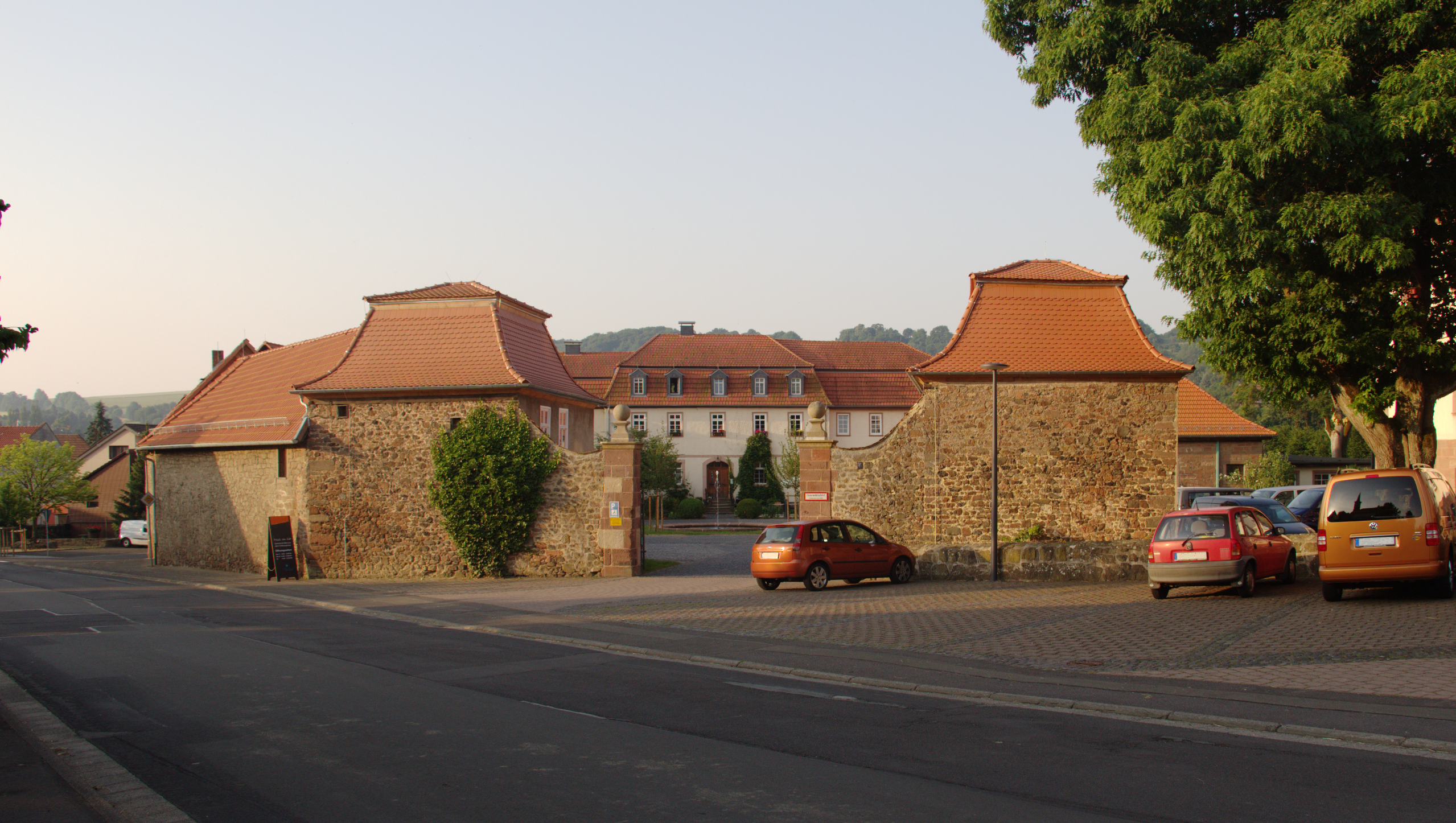
Vorderseite des Wirtschaftshofes

### Naturdenkmäler

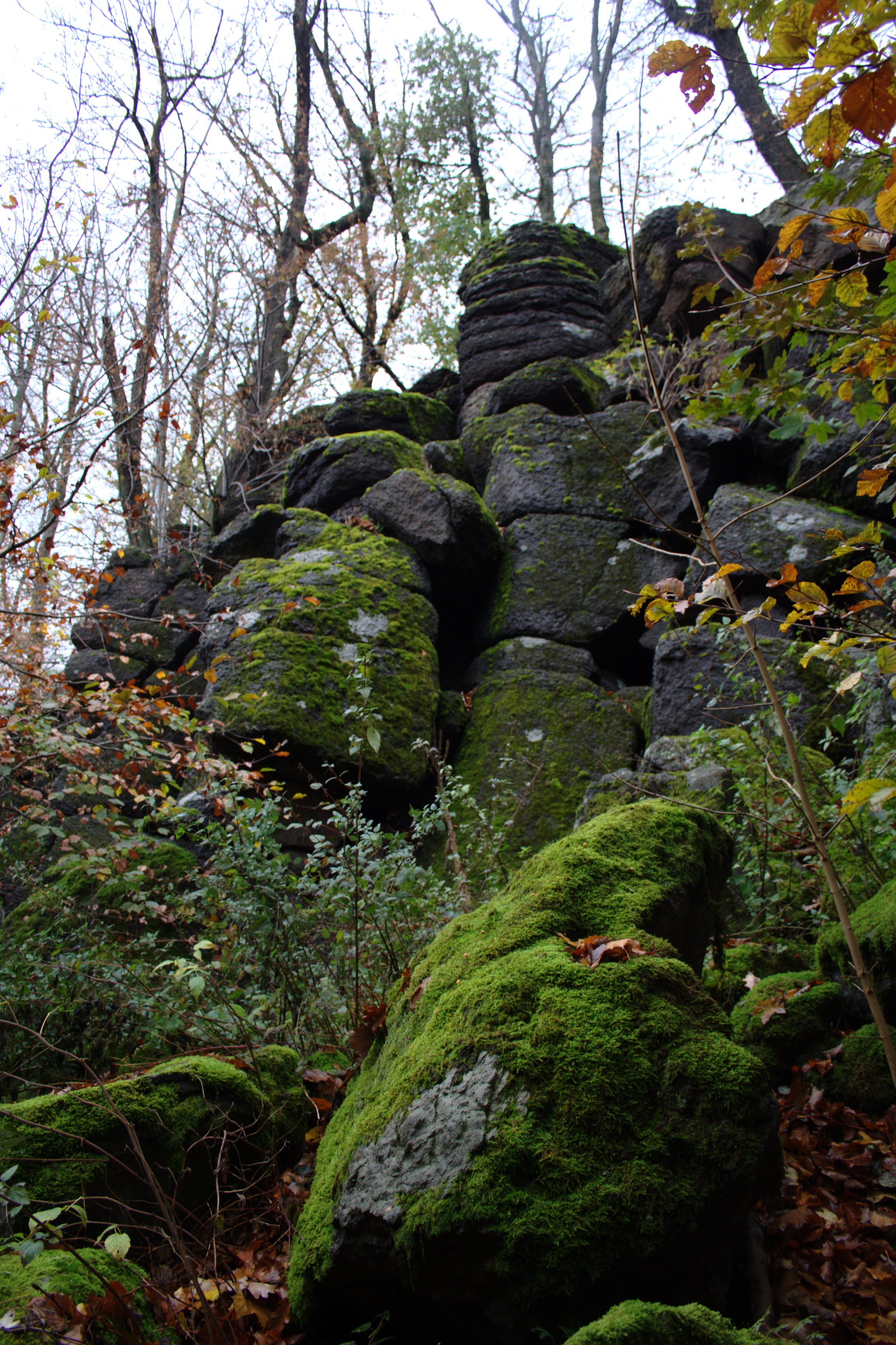
Teilansicht Landenhäuser Stein

- Geotop Landenhäuser Stein – Dieser 469 m hohe Bergrücken befindet sich 1,5 km nordöstlich von Stockhausen. Er ist als deutliche Geländekante ausgebildet, aus der bis 7 m hohe Klippen aus dunkelgrauem, feinkörnigen Alkalibasalt herausragen. Der Geotop – mitten im Wald gelegen – ist vom Dorf aus auf gut ausgebauten Spazierwegen zu erreichen. Das Gestein bildet die Erosionsreste einer Basaltdecke, die, vom Vogelsberger Oberwald kommend, sich über den erdgeschichtlich älteren Buntsandstein ergossen hatte.
- Eiche mit einem Brusthöhenumfang von 6,92 m (2015).[17]

## Wirtschaft und Infrastruktur

### Nahverkehr
Der Ort besitzt zwei Bushaltestellen: „Stockhausen Ortsmitte“ wird durch die VGO im RMV den Buslinien VB-28, VB-42, VB-53 und den Anruftaxen ALT VB-28 und ALT VB-48 angefahren.
„Stockhausen Kindergarten“ wird ausschließlich von der Schulbuslinie VB-28 angefahren, diese liegt direkt am ältesten Dorfkindergarten im ehemaligen Großherzogtum Hessen-Darmstadt.

### Wirtschaftsstruktur
Der Ort hält einige mittelständische Unternehmen sowie eine Supermarktfiliale von Tegut (Lädchen).
Das gesamte Ortsgebiet verfügt über eine DSL-Anbindung mit 16 Mbit/s sowie in Teilen um den Ortskern mit bis zu 250 Mbit/s über VDSL.